# Hans-Jürgen Krahl
Hans-Jürgen Krahl, né le 17 janvier 1943 à Sarstedt et mort le 13 février 1970 à Marbourg est un militant étudiant allemand, élève du philosophe Theodor W. Adorno, qui a joué un rôle important dans le mouvement contestataire de 1968, membre éminent de l'Union socialiste allemande des étudiants (SDS) dont il a été le dernier président avant sa dissolution.

## L'enfance et l'adolescence
Hans-Jürgen Krahl, issu de la classe moyenne inférieure, a pour parents Rudolf Krahl et Erna Krahl, tous deux des employés commerciaux. Enfant, il a perdu un œil lors d'un raid de bombardement. Il a fait des études de philosophie, de mathématiques, et d'histoire à l' Université de Göttingen. En 1961 , il est devenu membre de la CDU puis a fondé l' Union Jeune ». En 1964, il adhéra à l'Union socialiste allemande des étudiants (SDS) et commença sa thèse sur le droit naturel du mouvement capitaliste chez Karl Marx.

## Parcours universitaire et militant
Hans-Jürgen Krahl  a été le théoricien le plus important du mouvement étudiant allemand des années 1960,. Élève du philosophe Theodor W. Adorno, il incarne une lecture de la Théorie critique de l’École de Francfort qui s’oppose radicalement à celle de  Jurgen Habermas, professeur de sociologie à Francfort. Il travaille en particulier sur les rapports entre le marxisme et la culture classique allemande (que résument les noms de Hegel, Goethe, Schiller, Kant, Humboldt…). Au sein du SDS, il faisait partie de la tendance dite anti-autoritaire et anti-institutionnelle de Rudi Dutschke, pour qui l'enjeu est de parvenir à l'émancipation de l'homme de manière que la plus grande partie de l'humanité ne soit plus exclue de «la gestion autonome et raisonnée de leurs affaires sociales. Contre la tendance neo-marxiste, ensemble, ils organisent  le grand «Sit-in » en 1966 contre la radiation obligatoire des listes d'étudiants. Leurs maîtres à penser sont Herbert Marcuse  et Jurgen Habermas , même s'ils sont critiqués, en particulier ce dernier, par Krahl. Ils se démarquent par rapport à Habermas quand ils disent que l'état objectif des moyens de production rendrait possible le passage à la réalisation de structures de besoins différentes, humanisées. Cette faction anti autoritaire du SDS, à qui la majorité était loin d'être acquise et qui espère une libérations des médias, estime que la protestation constitue par elle-même une force sociale révolutionnaire qui s'oppose directement, de manière subjective et volontaire, à ceux qui prolongent la dépendance et l'ignorance dans la société.

### Les difficultés face au féminisme
Hans-Jürgen Krahl a été très rapidement affaibli par l'énorme couverture médiatique apportée au Coup de tomate de 1968, quelques mois seulement après qu'il a succédé à Rudi Dutschke dans la foulée de la tentative d'assassinat dont est victime ce dernier peu avant Mai 68 en Allemagne. Le 13 septembre 1968, Helke Sander est la seule femme autorisée à prendre la parole lors de la conférence des délégués du SDS à Francfort. Elle dénonce avec vigueur dans le SDS « une structure patriarcale » et estime qu'il faut politiser les sujets privés[réf. nécessaire], comme le partage des tâches, à côté du discours traditionnel de lutte de classes, mais aussi « favoriser l’éducation collective des enfants dans les crèches »[réf. nécessaire], allusion à son combat devenu populaire et spectaculaire en faveur des crèches. Helke Sander reproche à ses camarades de reproduire ainsi la séparation bourgeoise entre vie publique et vie privée et d’éviter une discussion sur l’exploitation des femmes. De cette manière, les hommes peuvent garder « l’identité masculine garantie par le patriarcat ». Au cours du déjeuner, les femmes veulent surenchérir. A l'heure du café, son discours se termine. Comme prévu, l’intervention de Helke Sander terminée, les hommes proposaient de reporter le sujet car « ils n’étaient pas préparés à la discussion", puis le président du SDS, Hans Jürgen Krahl, se mit debout et Sigrid Rüger se dit : maintenant ou jamais ! ». En robe verte et très enceinte, elle empoigne le sac de six tomates qu'elle a achetée pour sa soupe du soir et les lance, une par une, sur Hans-Jürgen Krahl, théoricien en chef du SDS, qui s'exprime à l'estrade en criant « contre-révolutionnaire… agent de l’ennemi de classe »,. Krahl qui est touché à la clavicule ». Les autres femmes présentes dans la salle la soutiennent et ce geste devient le symbole de la radicalisation féminine au sein du SDS.

### Les difficultés face à l'aile marxiste et anti-impérialiste
Krahl était le seul étudiant accepté comme interlocuteur solide par le philosophe Theodor W. Adorno, dont l'étoile auprès des étudiants commence à pâlir: le 7 janvier 1969, Adorno et ses collègues sont obligés d'ordonner l'expulsion d'étudiants contestataires par la police. Lors du procès contre Krahl, le 18 juillet 1969, pour la manifestation non autorisée du 22 septembre 1968 contre le prix remis au président sénégalais Senghor, Adorno est invité à témoigner, mais cela n’a pas conduit au débat politique espéré.
Une cinquantaine de militants du SDS se rendent à l'été 1969 dans un camp palestinien en Jordanie, où ils rencontrent des militants de l'Union générale des étudiants palestiniens, qui organisent leur 15ème congrès, et de différentes organisations palestiniennes. Des délégations étudiantes d'autres pays participent au même camp d'été.
De retour, Hans-Jürgen Krahl se voit reprocher par la presse que le groupe du SDS n'ait pas visité aussi Israël. Dans une lettre datée du 15 août 1969 à Amman, la délégation dément avoir reçu une formation militaire et explique que cette spéculation est ridicule car l'OLP a déjà assez de militants, en assurant faire la différence entre le sionisme et les juifs. Le voyage exalte les sentiments tiers mondistes et une source d'espoir pour les sentiments anti-impérialistes au même titre que la cause nord-vietnamienne. ils soulignent que les Palestiniens mènent par eux-mêmes le combat.

### Les difficultés face à la justice et la fin du SDS
Le 16 octobre 1969, des poursuites sont engagées à Francfort contre deux autres dirigeants du SDS, Günter Amendt et Karl Dietrich Wolff. Le 24 décembre 1969, les trois accusés sont condamnés à un an et neuf mois de prison mais leur peine étant réduite en appel, ils seront libérés.
L'emprisonnement de Hans-Jürgen KrahL débouche sur la participation du président par intérim du SDS, Udo Knapp, accompagné de Daniel Cohn-Bendit et Joschka Fischer à un congrès de solidarité avec l' Organisation de libération de la Palestine (OLP) à Alger à la fin décembre 1969[réf. nécessaire].
Hans-Jürgen Krahl est décédé dans la soirée du 13 février 1970, dans un accident de voiture sur une piste glacée près de Wrexen. Sa mort soudaine permet aux membres du SDS, désormais divisés en deux, de dissoudre leur organisation le 21 mars 1970 à Francfort.
Un cercle d'amis a recueilli des fonds pour la prise en charge de la tombe et érigé le 27 juin 2007 une pierre tombale. Lors de l'inauguration du monument Krahl à Hanovre, le biographe de Theodor W. Adorno, Detlev Claussen a prononcé le discours commémoratif. Au printemps 2007, la création d'un fonds d'archives Hans-Jürgen Krahl a été effectuée au sein de l'association Denkart. La ville de Francfort a accordé un financement de démarrage pour 2007.